# Distance d'arrêt
 (mars 2020).

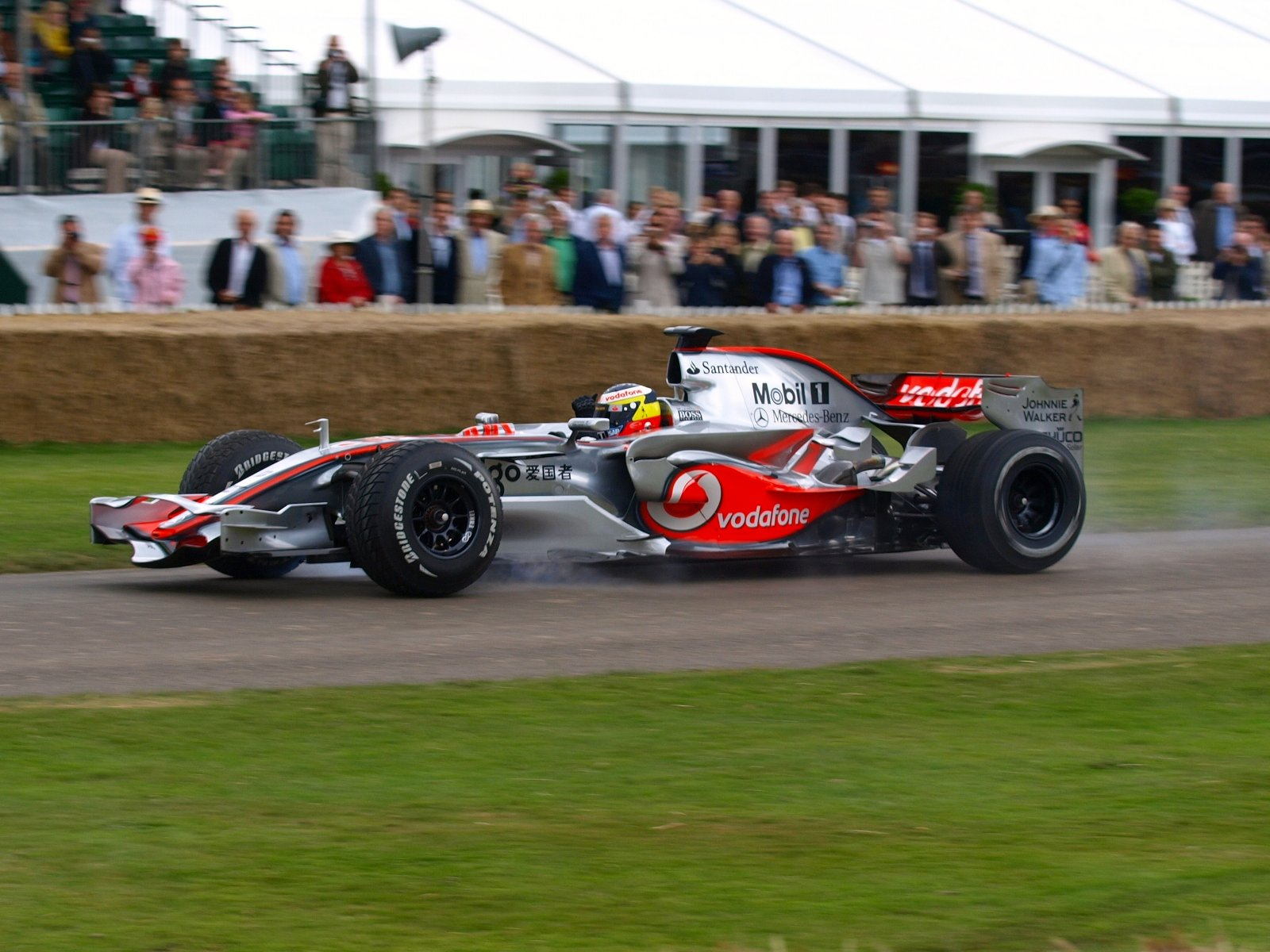
Freinage d'une monoplace de Formule 1 au festival de vitesse de Goodwood.

La distance d'arrêt d'un véhicule est la distance nécessaire à un véhicule pour s'arrêter. Cette distance dépend de la vitesse du véhicule et de nombreux autres facteurs. Pour des raisons de sécurité et de maitrise du véhicule, une distance d'arrêt conventionnelle théorique nécessaire est généralement calculée sur la base de la vitesse. Cette distance est le cumul de la distance de freinage, distance conventionnelle nécessaire à un véhicule pour passer de sa vitesse initiale à la vitesse nulle, et de la distance de perception-réaction, distance parcourue par un véhicule à vitesse constante pendant le temps de perception-réaction du conducteur.

## Définition (réaction)

### Distance de perception-réaction
La distance de réaction (DR) est la distance parcourue durant le temps de perception-réaction.
Pour le calcul, on adopte généralement la valeur de une seconde,.

### Distance de freinage
La distance de freinage (DF) est la distance parcourue par le véhicule pendant que sa vitesse diminue, c'est-à-dire à partir du moment où les freins entrent en action.
L'équation physique du mouvement correspondant est la suivante :
En notant :
- a(t) l'accélération sera une constante a0 (nulle pendant le temps de réaction, négative pendant le freinage) ; ceci correspond à l'équation d'un mouvement uniformément varié ; retardé dans notre cas[3].
- v(t) la vitesse au temps t et v0 la vitesse initiale (en mètres par seconde).
- t le temps en secondes.
- x(t) la position sur l'axe horizontal au temps t.
- x0 la position initiale.

A l'aide de la deuxième équation on obtient:
avec t_f l'instant où le freinage est terminé
Or
En introduisant dans l'équation 3  on obtient:
 et 
 est la distance de freinage DF

Donc : 
 on obtient bien une distance positive, car a0 est négatif.

### Distance d'arrêt
La distance d'arrêt (DA) est la somme de la distance de réaction (DR) et de la distance de freinage (DF) : DA = DR + DF.

### Coefficient d'adhérence de la chaussée
Le coefficient d'adhérence ou coefficient de frottement longitudinal a une influence directe sur les distances de freinage. Ce coefficient dépend de la nature et de l'état du revêtement. À titre indicatif, et de manière simplificatrice, on peut retenir les valeurs suivantes sur route sèche : 
- 0,8 pour un béton bitumineux propre et sec
- 0,7 pour un revêtement moyen
- 0,6 pour un pavé sec

Sur route mouillée, ce coefficient est divisé par deux.

## Valeur selon la vitesse et le freinage
Le freinage est réglementé par les nations unies avec un freinage minimum de −5,8 m s−2 d'un véhicule de tourisme et de −5 m s−2 d'un véhicule commercial. Sur le marché commun européen, la décélariation de l'AEB est au minimum de 4 m s−2.
À titre indicatif, voici les distances de réaction, de freinage et d'arrêt pour quelques vitesses courantes en France, calculées avec un temps de réaction de 1 seconde, et des valeurs de −11 m s−2 et −8,5 m s−2 pour a0, correspondant à du bon matériel de 2012 sur sec et mouillé.
|                | condition | v0 [km/h] | v0 [m/s] | réaction [m] | freinage [m] | arrêt [m] | temps d'arrêt |
| -------------- | --------- | --------- | -------- | ------------ | ------------ | --------- | ------------- |
| centre-ville   | sec       | 30        | 8        | 8            | 3            | 11        | 1,75 secondes |
| centre-ville   | mouillé   | 30        | 8        | 8            | 4            | 12        | 2 secondes    |
| agglomération  | sec       | 50        | 14       | 14           | 9            | 23        | 2,25 secondes |
| agglomération  | mouillé   | 50        | 14       | 14           | 11           | 25        | 2,6 secondes  |
| axe secondaire | sec       | 80        | 22       | 22           | 22           | 44        | 3 secondes    |
| axe secondaire | mouillé   | 80        | 22       | 22           | 29           | 51        | 3.6 secondes  |
| tronçon 90     | sec       | 90        | 25       | 25           | 28           | 53        | 3,2 secondes  |
| tronçon 90     | mouillé   | 90        | 25       | 25           | 37           | 62        | 4 secondes    |
| voie rapide    | sec       | 110       | 31       | 31           | 42           | 73        | 3,7 secondes  |
| voie rapide    | mouillé   | 110       | 31       | 31           | 55           | 86        | 4,9 secondes  |
| autoroute      | sec       | 130       | 36       | 36           | 59           | 95        | 4,3 secondes  |
| autoroute      | mouillé   | 130       | 36       | 36           | 78           | 114       | 5,4 secondes  |

Mais la décélération peut-être plus faible, et donc les distances de freinage plus grandes, selon l'état de la route.
La décélération dépend, en effet, de la façon dont les pneus adhèrent à la route.
Or, le coefficient de frottement au sol peut varier du simple au triple selon la qualité du revêtement, la présence ou non d'eau sur la route, la température extérieure, le poids du véhicule (à vitesse égale, un camion devra restituer beaucoup plus d'énergie qu'une moto), l'état du véhicule (système de freinage, l'état et la pression des pneus, l'état des amortisseurs…).
Le tableau suivant fournit les valeurs de la distance de freinage sur une route plane sèche avec un coefficient de frottement moyen de 0,7 selon la vitesse. Le temps de parcours à décélération constante de la vitesse est aussi donné. En ajoutant ce temps de parcours aux délais de réaction du conducteur et des freins, on obtient le temps de prévention des obstacles, plus facile à évaluer qu'une distance pour les vitesses élevées. Ces nombres sont à comparer avec l'intervalle minimal de deux secondes prescrit par le code de la route français pour les véhicules légers hors agglomération (article R412-12).
| Vitesse              | 20 km/h | 30km/h | 50 km/h | 70 km/h | 90 km/h | 110 km/h | 130 km/h |
| -------------------- | ------- | ------ | ------- | ------- | ------- | -------- | -------- |
| Distance de freinage | 2,2 m   | 5,1 m  | 14,1 m  | 27,6 m  | 45,5 m  | 68 m     | 95 m     |
| Temps de parcours    | 0,8 s   | 1,2 s  | 2 s     | 2,8 s   | 3,6 s   | 4,5 s    | 5,3 s    |
| Distance d'arrêt     | 13 m    | 28 m   | 42 m    | 66 m    | 96 m    | 129 m    | 167 m    |

| Le graphique qui aurait dû être présenté ici ne peut pas être affiché car il utilise l'ancienne extension Graph, désactivée pour des questions de sécurité. Des indications pour créer un nouveau graphique avec la nouvelle extension Chart sont disponibles ici . |
| Sources: Distances belges: AWSR |

En Europe, les essais de freinage d'urgence sont réalisés avec une distance de sécurité de 120 mètres pour une vitesse de 80 km/h, et de 60 mètres pour une vitesse de 50 km/h.
En conception routière, pour évaluer la distance de visibilité sur un obstacle fixe qui correspond à la distance d'arrêt du véhicule, on prend comme référence un coefficient de frottement longitudinal correspondant à une route légèrement humide et un pneumatique usagé (de 0,31 à 0,46 pour la France et de 0,28 à 0,38 pour le Canada), ce qui donne des distances d'arrêt différentes et nettement plus longues :
| Pays         | Vitesse de conception (en km/h) | Vitesse de conception (en km/h) | Vitesse de conception (en km/h) | Vitesse de conception (en km/h) | Vitesse de conception (en km/h) | Vitesse de conception (en km/h) |
|              | 80                              | 90                              | 100                             | 110                             | 120                             | 130                             |
| ------------ | ------------------------------- | ------------------------------- | ------------------------------- | ------------------------------- | ------------------------------- | ------------------------------- |
| France       | 105                             | 130                             | 160                             | 195                             | 230                             | 280                             |
| Canada       | 140                             | 170                             | 200                             | 220                             | 240                             | 260                             |
| U.N.E.S.C.O. | 110                             | 133                             | 156                             | 180                             | -                               | -                               |

## Facteurs influant sur la distance de perception-réaction
Les facteurs influant sur la distance de perception réaction sont entre autres :
- l'alcool, qui agit directement sur le cerveau, rétrécit le champ visuel, et altère la perception latérale des objets, comme le relief, la profondeur et les distances ;
- les drogues,
- la fatigue,
- toute activité susceptible de réduire l’attention du conducteur (téléphone portable, soucis passagers, etc).
- les réflexes et l'acuité visuelle du conducteur.

## Variabilité de la distance de freinage
La valeur théorique de la distance de freinage ne correspond pas aux données des constructeurs du véhicule. Elle est fonction de la vitesse initiale, de la déclivité et du coefficient de frottement longitudinal (valeur comprise entre 0 et 1). Ce dernier, de par ces hypothèses de calcul, offre des marges de sécurité importantes pour la majeure partie des situations. Elle est représentée par la relation suivante :
{\displaystyle v} : vitesse en mètres par seconde 

{\displaystyle g} : 9,81 m/s2 (accélération de la pesanteur) 

{\displaystyle cfl} : coefficient de frottement longitudinal 

{\displaystyle p} : déclivité du profil en long (en m/m) 

Le Laboratoire central des ponts et chaussées (LCPC) a réalisé différentes études sur sa piste d'essais de Nantes. Les essais ont été réalisés avec des véhicules dans leur état du moment, notamment en matière de réglage et niveau d'usure du système de freinage, et en l'état également au niveau de la pression de gonflage.
Les essais ont été faits sur du béton bitumineux semi-grenu mouillé sans ruissellement d'eau en surface. La commande toujours effectuée par le même conducteur s'est avérée très reproductible. Pour un freinage d'urgence à 70 km/h, les 25 véhicules testés ont des distances d'arrêt variant de 25 à 50 mètres. La valeur théorique, avec un coefficient d'adhérence de 0,5, correspondant aux conditions des essais, est de 39 mètres. Mais il faut se rappeler que 72 km/h = 20 m/s et que la distance entre deux véhicules qui se suivent doit être maintenue au-dessus de celle parcourue en 2 secondes, soit ici 40 m...
Les véhicules lourds et utilitaires sont ceux qui ont les distances d'arrêt les plus longues. Cela signifie que si un tel véhicule freine en suivant un véhicule avec une technologie plus récente, dans une file roulant à 70 km/h avec un espacement de 20 m (cas le plus courant, bien que ne répondant pas aux règles, cf supra), la collision est inévitable. Mais puisque l'échantillon testé est si faible (seulement 25 véhicules et peut-être seulement 3 ou 4 "véhicules lourds") aucune généralisation statistique ne peut bien sûr être tirée de ces mesures.
Contrairement à certaines idées reçues, la distance d'arrêt peut être supérieure pour une moto.
En 1993, un test comparatif de freinage de 100 à 0 km/h a été réalisé par Renault entre une Twingo I, une Alpine A610 et une Formule 1 Williams. La voiture de série s'est arrêtée en 46 mètres, la sportive en 40 mètres et la Formule 1 en seulement 18 mètres.
En 2018, un test comparatif de freinage de  130 à 0 km/h est réalisé par l'hebdomadaire Auto-Plus, concernant les voitures de série de la gamme compacte. La Hyundai i30 III a été la plus efficace en freinage d’urgence avec 60 mètres. La Peugeot 308 II et la Renault Mégane IV ont accompli le même exercice en 64 mètres.